# Éléonore de Neubourg
Éléonore Madeleine Thérèse du Palatinat-Neubourg, née le 6 janvier 1655 à Düsseldorf et décédée le 19 janvier 1720 à Vienne, est impératrice du Saint-Empire (1676-1705), puis impératrice douairière (1705-1720), reine consort de Bohême, de Germanie, reine consort de Hongrie et archiduchesse consort d'Autriche (1676-1705).
Fille de Philippe-Guillaume du Palatinat (1615-1690), comte palatin de Neubourg et électeur palatin du Rhin, et d'Élisabeth-Amélie de Hesse-Darmstadt (1635-1709), elle est l'aînée d'une famille de dix-sept frères et sœurs, dont Marie-Anne de Neubourg, reine d'Espagne, femme de Charles II d'Espagne (dont est inspirée la reine du Ruy Blas de Victor Hugo et celle de La Folie des grandeurs de Gérard Oury), Marie-Sophie, reine de Portugal et épouse de Pierre II de Portugal, et Sophie-Dorothée, épouse successive de deux ducs de Parme et mère de la reine d'Espagne Élisabeth Farnèse. Les frères, entre autres François-Louis de Palatinat-Neubourg, occupent plusieurs sièges épiscopaux dans l'Empire (notamment les sièges électoraux de Trèves, Cologne et Mayence). La réputation d'extrême fécondité des princesses de la maison de Neubourg, que d'ailleurs Éléonore confirme pour sa part, fait de ces dernières l'objet d'alliances très recherchées des souverains européens. Elle est couronnée en 1689 par l'archevêque de Mayence Anselm Franz von Ingelheim.

## Un premier échec
À la mort de l'infante Marguerite-Thérèse d'Autriche, première épouse de l'empereur Léopold Ier (1673), le choix de la remplaçante reste un moment en balance entre Éléonore et l'archiduchesse Claude-Félicité d'Autriche, fille unique et héritière de l'archiduc Ferdinand-Charles d'Autriche, comte de Tyrol.
Le prince Lobkowitz, premier ministre de l'Empereur, partisan d'Éléonore, s'efforce de compromettre la candidature de Claude-Félicité, mais en vain, car cette dernière est finalement choisie dans la mesure où elle est membre de la Maison de Habsbourg. Ainsi le Tyrol retourna-t-il sans difficulté dans les possessions de l'empereur.
La nouvelle impératrice se venge impitoyablement de l'homme qui a failli lui faire perdre une couronne. Accusé entre autres d'un commerce secret avec la France, le prince est conduit prisonnier à Ratnitz en Bohême (1674).
Toutefois, Claude-Félicité meurt prématurément en 1676, et cette fois, la candidature d'Éléonore est agréée. Devenue impératrice, elle saura se souvenir du prince Lobkowitz, en faisant élever les enfants du ministre disgracié aux premiers honneurs de la Cour Impériale.

## Une épouse et une souveraine exemplaire
Très proche de son mari qui lui est fidèle, elle le soigne elle-même pendant ses maladies.
Fait exceptionnel, l'empereur et l'impératrice assistent personnellement dans ses derniers moments le frère capucin Marc d'Aviano qui a été un soutien efficace des souverains pendant les moments difficiles du règne.
Elle correspond, entre autres, avec le futur cardinal Rannuzio Pallavicino de Bologne en Italie par l'intermédiaire de son secrétaire Benenolla dans les années 1670.
Son mari, Léopold Ier, qui passe une bonne partie de son règne à faire la guerre malgré lui, sauve l'Europe de l'invasion des Turcs en battant les Ottomans qui met le siège devant Vienne, grâce à l'aide de l'armée de secours, dirigée par son beau-frère le duc Charles V de Lorraine et le roi de Pologne Jean III Sobieski, qui écrase les assiégeants le 12 septembre 1683 à la Bataille du Kahlenberg. C'est le point de départ d'une "guerre de libération" qui se conclut en 1699 par le Traité de Paix de Karlowitz (en serbe Sremski Karlovci), qui rend à la couronne de Hongrie-Croatie ses possessions de Slavonie, Syrmie, Bácska et Banat, que Soliman le Magnifique a conquises au XVIe siècle.

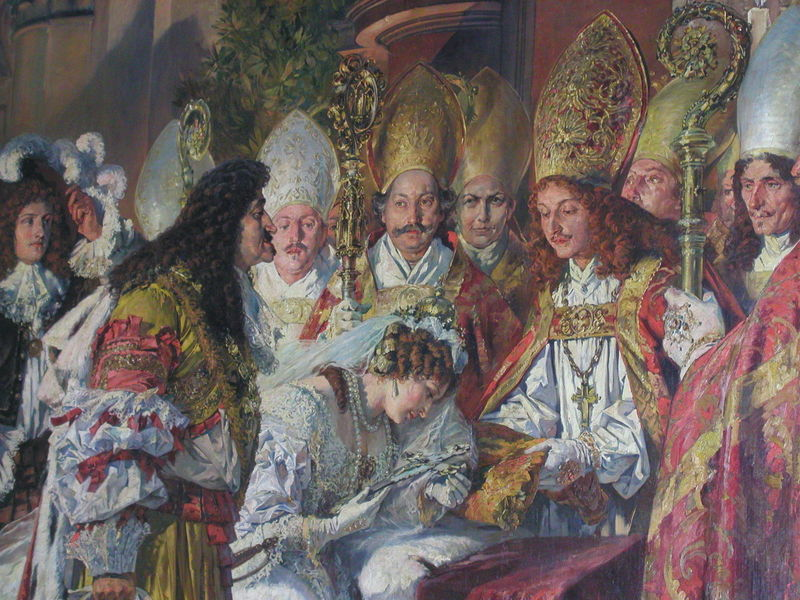
Mariage d'Éléonore de Neuburg et de l'empereur Léopold Ier, peinture murale de Ferdinand Wagner à l'Hôtel de ville de Passau, 1887-1893.

## Descendance
Devenue en 1676, l'épouse de Léopold Ier, Éléonore de Neubourg lui donne dix enfants :
- Joseph (1678-1711), futur empereur du Saint Empire épouse en 1699 Wilhelmine-Amélie de Brunswick-Lunebourg (1673-1742)
- Christine (1679-1679)
- Marie-Élisabeth (1680-1741), gouvernante des Pays-Bas
- Léopold-Joseph (1682-1684)
- Marie-Anne (1683-1754), mariée en 1708 au roi Jean V de Portugal, son cousin utérin
- Marie-Thérèse (1684-1696)
- Charles (1685-1740), futur empereur du Saint Empire, prétendant au trône d'Espagne en 1700, qui épouse en 1708 Élisabeth-Christine de Brunswick-Wolfenbüttel (1691-1750)
- Marie-Josèphe (1687-1703)
- Marie-Madeleine d'Autriche (1689–1743)
- Marie-Marguerite (1690-1691)